# Lycaeides
Lycaeides is een wetenschappelijke naam voor een geslacht van vlinders uit de familie Lycaenidae, de kleine pages, vuurvlinders en blauwtjes. Het geslacht wordt veelal als een onderdeel van het geslacht Plebejus opgevat.